# دكتور جيفاغو (فلم)
دكتور جيفاغو (بالإيطالية: Il dottor Živago) هو فيلم ملحمي درامي رومانسي من إنتاج عام 1965، وإخراج ديفيد لين مع سيناريو لروبرت بولت. تدور أحداث الفيلم في روسيا بين السنوات التي سبقت الحرب العالمية الأولى والحرب الأهلية الروسية (1918-1922)، وهو مبني على رواية تحمل نفس العنوان للكاتب بوريس باسترناك. في حين أن الكتاب ذو شعبية كبيرة في الغرب، إلا أنه كان محظورًا في الاتحاد السوفيتي لعقود. ولهذا السبب، لم يكن هناك مجال لإنتاج الفيلم في الاتحاد السوفيتي وصُوّر في إسبانيا بدلًا من ذلك.
الفيلم من بطولة عمر الشريف بدور يوري جيفاغو وهو طبيب متزوج تغيرت حياته بشكل غير قابل للعكس كنتيجة للثورة الروسية والحرب الأهلية اللاحقة، وجولي كرستي بدور حبيبته المتزوجة لارا أنتيبوفا. يشمل طاقم الممثلين المساعدين جيرالدين تشابلن ورود ستايغر وأليك غينيس وتوم كورتيناي ورالف ريتشاردسون وجيوفان ماكينا وريتا توشينغهام.
خاب أمل النقاد المعاصرين بشكل عام، إذ انتقدوا أن الفيلم كان طويلًا جدًا بمدة أكثر من ثلاث ساعات، وزعموا أنه قلل من شان التاريخ، إلا أنهم اعترفوا بشدة قصة الحب ومعالجة الفيلم للمواضيع الإنسانية. مع ذلك ومع مرور الوقت زادت شعبية الفيلم بشكل كبير. في حفل توزيع جوائز الأوسكار الثامن والثلاثين، فاز فيلم دكتور جيفاغو بخمس جوائز أوسكار: جائزة الأوسكار لأفضل كتابة (سيناريو مقتبس)، وجائزة الأوسكار لأفضل موسيقى تصويرية، وجائزة الأوسكار لأفضل تصوير سينمائي، وجائزة الاوسكار لأفضل تصميم إنتاج، وجائزة الأوسكار لأفضل تصميم أزياء. رُشح أيضًا لخمس جوائز أخرى (بما فيها جائزة الأوسكار لأفضل فيلم وجائزة الأوسكار لأفضل مخرج) ولكنه خسر أربع من هذه الجوائز لصالح فيلم «صوت الموسيقى». وفاز أيضًا بخمس جوائز في حفل توزيع جوائز الغولدن غلوب الثالث والعشرين بما فيها جائزة أفضل فيلم دراما وأفضل ممثل في فيلم دراما التي كانت من نصيب عمر الشريف.
اعتبارًا من عام 2016، كان فيلم دكتور جيفاغو الفيلم الثامن الأعلى ربحًا على الإطلاق في الولايات المتحدة وكندا، مُعدلًا لمراعاة تضخم سعر التذكرة. بالإضافة إلى ذلك، وبتعديله لمراعاة تضخم سعر تذكرة فهو يحتل مرتبة بين أفضل عشرة أفلام في العالم من ناحية الأرباح. وصُنف في عام 1998 من قبل معهد الفيلم الأمريكي في المرتبة التاسعة والثلاثين ضمن قائمة 100 عام و100 فيلم، ومن قبل معهد الفيلم البريطاني في العام التالي في المرتبة السابعة والعشرين بين أفضل الأفلام البريطانية على الإطلاق.

## الحبكة

### الجزء الأول
تجري معظم أحداث الفيلم ضمن كادر يمثل سنوات الحرب العالمية الأولى والثورة الروسية عام 1917، والحرب الأهلية الروسية. بصياغة إطارية سردية تعود أحداثها لأواخر عقد الأربعينات وأوائل عقد الخمسينات، تشمل يفجراف أندرييفيتش جيفاغو وهو فريق في الاستخبارات السوفيتية يبحث عن ابنةِ أخيهِ غير الشقيق، الطبيب يوري أندرييفيتش جيفاغو ولاريسا (لارا). يصدق يفجراف أن الفتاة الشابة تانيا كوماروفا، قد تكون ابنة أخيه ويروي لها قصة حياة والدها.
بعد دفن والدته في ريف روسيا، يؤخذ الطفل اليتيم يوري أندرييفيتش جيفاغو إلى أصدقاء والدتهِ في موسكو ليعتنوا به: ألكسندر وآنا غراميكا. في عام 1913، جيفاغو، هو طالب طب متدرب كمهنة وشاعر كقلب، يلتقي بصديقة ابنتهما تونيا بينما تعود إلى موسكو بعد زيارة طويلة إلى باريس. لارا، ذات ال 17 ربيعًا فقط، منخرطة في علاقة مع صديق والدتها فيكتور إيبوليتوفيتش كومارفسكي حسن العلاقات والأكبر سنًا. في إحدى الليالي، يُصاب الإصلاحي المثالي بافل بافلوفيتش أنتيبوف «باشا» بجراح نتيجة هجوم ميليشيا sabre-wielding على مظاهرة مدينة سلمية. يلجأ باشا إلى لارا، التي يرغب في الزواج منها، لعلاج جرحه ويطلب منها إخفاء مسدس التقطه في هذا الحدث الدموي.
بعد أن تعلم والدة لارا بعلاقتها مع كومارفسكي تحاول الانتحار، ويعالجها جيفاغو لهذا طبيًا، وينبهه الرجل إلى منزل لارا. عندما يعلم كوماروفسكي بنوايا لارا في الزواج من باشا، يحاول أولًا ثنيها عن قرارها وعندما تصر عليه يغتصبها انتقامًا منها. تأخذ بعد ذلك لارا المغتصبة المهانة مسدس باشا الذي كان قد أخفاه، وتتبع كومارفسكي إلى حفلة عيد الميلاد وتطلق عليه النار وبالكاد تصيب يده. يصر الرجل على ألا يتصرف أحد أي تصرف إزاء لارا، ويرافقها باشا الذي صدف أنه كان بالأرجاء إلى الخارج، ويعتني جيفاغو بكومارفسكي المصاب. بالرغم من أن باشا قد دمرته فكرة علاقة لارا السيئة بكومارفسكي إلا أنه يتزوجها وينجبان فتاةً يسميانها كاتيا.
خلال الحرب العالمية الأولى، يرسل البلاشفة يفجراف جيفاغو لتقويض الجيش الإمبراطوري الروسي. يُختار يوري بالقرعة ليصبح طبيبًا في ساحة المعركة. يُبلغ عن فقدان باشا في المعركة بعد هجوم جريء على القوات الألمانية، وتجنّد لارا كممرضة للبحث عنه. خلال ثورة فبراير 1917، استعان جيفاغو بمساعدة لارا في رعاية الجرحى. يديران سويةً مستشفى ميدانيًا لمدة ستة أشهر، وخلال ذلك تحدث تغييرات جذرية في جميع أنحاء روسيا مع عودة فلاديمير لينين من المنفى إلى موسكو. قبل مغادرتهم هناك، يقع يوري ولارا في نهاية المطاف في الحب، لكن يوري يظل مخلصًا لتونيا، التي كنت زوجته في ذاك الوقت.
يعود يوري بعد الحرب إلى تونيا وأطفاله في منزلهم في موسكو، الذي كان قد قُسم من قبل الحكومة السوفيتية الجديدة إلى مساكن. يخبرهُ يفجراف، الذي أصبح عضوًا في التشيكا، بأن قصائده قد أدينت باعتبارها معادية للشيوعية. علاوة على ذلك، يمنح يوري تصاريح السفر والوثائق للهروب من الحياة التقشفية لموسكو، إلى منطقة فاريكينو البعيدة في جبال الأورال. تصعد العائلة على متن قطار شحن بحراسة مشددة للغاية، ولا بد أن يمروا عبر منطقة نزاع، محروسة من قبل قائد بلشفي سيئ السمعة سترلنيكوف وهو في الواقع باشا أنتيبوف نفسه.

## روابط خارجية
- مقالات تستعمل روابط فنية بلا صلة مع ويكي بيانات